# Project

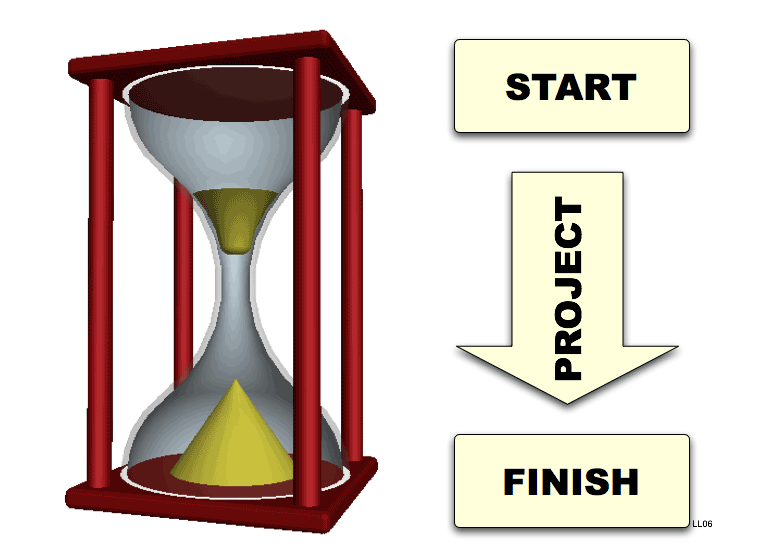
Artistieke afbeelding van een project. Elk project heeft een tijd (zandloper), begin (start), en eind (finish) component.

Een  project is een, in de tijd en middelen begrensde, activiteit om iets te creëren. Het onderscheidt zich door zijn eenmalige karakter van een programma of proces. Een project wordt meestal in samenwerking met verschillende mensen en organisaties uitgevoerd. Het project wordt meestal vastgelegd in een projectplan en geregeld door projectmanagement. 

## Algemeen
De term project kan op verschillende wijze worden gedefinieerd:
- Een onderneming waarbij de inzet van mensen, materiaal en financiële middelen opnieuw is georganiseerd met als doel om een bepaalde hoeveelheid werk, of een specifieke opdracht te realiseren, begrensd door tijd of geld, en die leidt tot een in kwalitatief of kwantitatief opzicht gunstige verandering.[1]
- Een project is een tijdelijke managementomgeving die is gevormd met als doel om één of meer businessproducten voor een specifieke business case te leveren.[2]
- Een project is een unieke opgave, begrensd in tijd en middelen en afgesloten met een projectresultaat.
- Een project is een tijdelijke inspanning met als doel het creëren van een uniek product of een unieke service.[3]
- Een project is een geheel van activiteiten om in een tijdelijke organisatie binnen gestelde condities een vooraf gedefinieerd resultaat te bereiken.[4]

Een project wordt geleid door een projectleider (ook wel projectmanager genoemd). Vaak worden mensen en materialen door verschillende organisatieonderdelen ter beschikking gesteld.
Er zijn verschillende methoden voor projectmanagement in gebruik voor de beheersing van projecten. Een voorbeeld hiervan is de hierboven genoemde PRINCE2 of specifiek voor een bouwproject de GOTIK-methode.

## Kenmerken
- Tijdsduur : Een project is dus een tijdelijk gegeven. De duur van een project kan variëren van een aantal weken tot een aantal jaren maar zal nooit oneindig doorlopen. Een project heeft steeds een einddatum. Het is wel mogelijk dat bij de eerste planning van een project de einddatum nog niet bepaalbaar is, door onzekerheden omtrent de duur van een aantal tussenliggende stappen. Ook al ligt de einddatum van een project niet onmiddellijk in tijd vast dan toch is de eindfase een heel concreet gegeven in het project.

- Middelen : Het uitwerken van een project vereist een inspanning. Binnen een project spreekt men niet van inspanningen maar van resources. Onder resources verstaan men alle middelen die binnen het project ingezet worden. Dit kunnen zowel menselijke inspanningen als materialen zijn. Beide vormen van resources brengen een bepaalde kostprijs met zich mee en bepalen dus de totale kostprijs van het project. Binnen een project streeft men ernaar om de in te zetten resources bij aanvang van het project vast te leggen en in te schatten.

- Product / resultaat : Op de einddatum moet het project uitmonden in een eindproduct. Hiermee wordt bedoeld dat een project wordt opgezet om een nieuw artikel of nieuwe service te ontwikkelen. Het serieel en routinematig produceren van producten valt dus niet binnen de doelen van een project.

- Management : Een project vereist ook een specifieke managementomgeving. Binnen dat unieke kader kan het project volledig uitgeschreven worden en kunnen, tijdens de loop van het project, de budgetten voor de verschillende resources en deadlines opgevolgd worden.

## Projectfasen
Algemeen wordt een project opgedeeld in een vooronderzoek, een opstart-, een realisatie- en een eindfase. Nadat het project gerealiseerd is wordt ook wel de evaluatiefase uitgevoerd. 
Prince 2 kent ten minste 2 projectfasen: een initiatiefase en een of meer uitvoeringsfasen. Welke procesfasen gebruikt worden is afhankelijk van de Bedrijfstak, de soort en de grootte van het project. Vaak wordt er gewerkt met genormeerde processtappen. In PRINCE2, een projectmanagementmethode voor een project in een gecontroleerde projectomgeving, wordt uitgebreid hierop ingegaan.  Onderstaand een opsomming van een mogelijk aantal projectfasen. Deze opsomming is louter illustratief.

### Opstarten van een project
- De opdrachtgever en de projectleider worden benoemd, inclusief hun taakomschrijving.
- Het Projectmanagementteam wordt samengesteld en benoemd.
- Projectvoorstel maken en goedkeuren met de achtergrond van het project, het doel, de afbakening / grenzen van het project (scope) worden bepaald, de belangrijkste resultaten, de hoofdlijnen van de business-case, de kwaliteitsverwachtingen van de klant en de risico's.
- Projectaanpak met hoe het resultaat wordt behaald, nieuwbouw of verbouw, standaard of maatwerk, eigen personeel of inhuur, vaste prijs of nacalculatie.
- Faseplan hoe het project wordt opgeknipt met een ruwe tijdsplanning.

Als dit allemaal klaar en goedgekeurd is kan de volgende fase gestart worden.

### Het initiatief
- In het Kwaliteitsplan wordt de kwaliteit en de beoordeling daarvan vastgelegd.
- SubProjectplannen geven aan wanneer, wat en door wie zaken gedaan worden.
- Er wordt gekeken naar de risico's.
- De haalbaarheid en wensen worden verder uitgewerkt in de Business-case.
- In de Projectbeheersing staat hoe het project gestuurd wordt.
- Het Projectdossier wordt gemaakt met een logboek en leerpunten.
- In een ProjectInitiatiedocument wordt het geheel vastgelegd en ter goedkeuring voorgelegd aan de stuurgroep.

### De realisatie / uitvoering
- Aftrap
- Fase voor fase wordt afgewerkt met per fase een planning, de uitgifte van werkpakketten, de bewaking van de voortgang en de kwaliteit, de actualisering van de business-case en de inschatting van de risico's. Per fase wordt ook aan de hand van de business-case besloten of er doorgegaan wordt of gestopt.
- Productbeschrijving wordt gemaakt. Projectleden gaan soms brainstormen, men maakt soms een prototype van het product en men maakt een ontwerp.

### Afsluiting
- De producten moeten worden opgeleverd
- De opgeleverde producten moeten worden getest en geaccepteerd door de gebruikersorganisatie.
- Eventueel trainen van gebruikers
- implementatie, ingebruikname van de producten door de gebruikers.
- conversie, overgang van de oude situatie naar de nieuwe situatie.
- In het kader van de borging moet er een beheerorganisatie aanwezig zijn of worden opgezet.
- Projectdossiers worden afgesloten en overgedragen aan de beheerorganisatie.
- Nog openstaande project issues worden overgedragen aan de beheerorganisatie.
- Er wordt een eindevaluatie gehouden.
- Data voor een postprojectreview worden vastgelegd.
- Er wordt een projecteindrapport opgesteld en overgedragen aan de Stuurgroep
- De projectorganisatie wordt ontbonden, en de projectmedewerkers en de projectleider worden bedankt.